# 鳶山
鳶山（とんびやま）は、富山県中新川郡立山町にある飛騨山脈（立山連峰）の山。

## 地理
標高2,616m。立山連峰の中程に聳え、北に鷲岳、北東に立山、北西に五色ヶ原がある。北北東の獅子岳との鞍部はザラ峠、南の越中沢岳との鞍部は越中沢乗越と呼ばれている。黒部川および常願寺川の源流のひとつであり、山頂付近は森林限界のハイマツ帯である。

## 歴史
かつて鳶山には大鳶山（おおとんびやま）と小鳶山（ことんびやま）のふたつのピークがあった。しかし、1858年4月9日（安政5年2月26日）に発生した飛越地震により鳶山崩れと呼ばれる山体崩壊が起こり、大鳶山と小鳶山は完全に消滅した。この山体崩壊により鳶山は現在に近い形になったといわれている。立山カルデラには大量の土砂が流れ込み、土石流で死者も出た。その後も土砂の流出で度々土砂災害が発生しており、立山カルデラでは現在も砂防工事が行われている。

## 周辺の主な山
| 画像 | 名称     | 標高 m | 三角点 等級 | 鳶山との距離 km | 備考                                  |
| ---- | -------- | ------ | ----------- | --------------- | ------------------------------------- |
|      | 立山本峰 | 3,015  |             | 5.5             | 日本百名山 2,992m（一等三角点・雄山） |
|      | 浄土山   | 2,831  |             | 4.1             |                                       |
|      | 鳶山     | 2,616  |             | 0               | 五色ヶ原                              |
|      | 越中沢岳 | 2,591  | 二等        | 2.2             |                                       |
|      | 薬師岳   | 2,926  | 二等        | 8.1             | 日本百名山                            |

- 立山連峰の主な山は、立山連峰を参照。
- 飛騨山脈（北アルプス）の主な山は、飛騨山脈を参照。

## 周辺の山小屋
- 五色ヶ原山荘
- 五色ヶ原ヒュッテ
- 五色ヶ原キャンプ指定地

## 関連図書
- 『新日本山岳誌』ナカニシヤ出版、ISBN  4-7795-0000-1
- 『ヤマケイ　アルペンガイド8 剣・立山連峰』山と渓谷社、ISBN 978-4-635-01352-9
- 『改訂版　富山県の山』山と渓谷社、ISBN 978-4-635-02367-2